# مدرسه عالی بازرگانی نروژ بی‌آی
مدرسه عالی بازرگانی نروژ (ب ی)، (نروژی: Handelshøyskolen BI)، یک دانشگاه خصوصی در زمینه تدریس و تحقیق دررشته اقتصاد و مدیریت است. دفتر مرکزی این دانشگاه، از سال ۲۰۰۵م، در اسلو، پایتخت نروژ قرار دارد. این مؤسسه همچنین دارای امکانات آموزشی در استاوانگر، برگن، تروندهایم؛ و کریستیان‌ساند است.

## پیشینه
مدرسه عالی بازرگانی نروژ (ب ی)، خدمات آموزشی و تحقیقاتی، در زمینه اقتصاد، بازاریابی، بازرگانی، بانکداری، بیمه، مدیریت و معاملات ملکی را از طریق شبکه گسترده‌ای از مؤسسات محلی در سراسر نروژ، ارائه می‌دهد. تحصیلات این مدرسه عالی، شامل مقاطع کارشناسی، کارشناسی ارشد و دکترا می‌شوند.
مدرسه عالی بازرگانی نروژ (ب ی)، در سال ۱۹۴۳ میلادی، به عنوان یک مؤسسه کاربردی، در علوم اقتصادی تأسیس شد. در سال ۱۹۹۲م، این مؤسسه، مدرسه بازرگانی اسلو (۱۹۶۷–۱۹۸۹م)؛ و مدرسه مدیریت نروژ (تأسیس ۱۹۱۸م)، در هم ادغام شدند. در سال ۲۰۰۰م، مدرسه بازرگانی نروژ (تأسیس ۱۹۶۷م) نیز به این مجموعه آموزشی پیوست. تشکیلات مرکزی این مجموعه در سندویکا، بروم، مستقر شد. 
در سال ۱۹۹۸ میلادی، مدرسه عالی بازرگانی نروژ (ب ی)، مجوز صدور مدرک دکترا را نیز دریافت کرد. در سال ۲۰۱۴م، در مجموع حدود ۲۰ هزار دانشجو تمام وقت و نیمه وقت، مشغول تحصیل درمدرسه عالی بازرگانی نروژ (ب ی)، بودند.